# Open Up Your Mind
„Open Up Your Mind” – singel zespołu R'n'G, który został wydany w 1997 roku. Został umieszczony na albumie The Year of R’n’G.

## Lista utworów
- CD singel (1997)[2]

1. „Open Up Your Mind” (Single Edit Radio) – 3:52
2. „Open Up Your Mind” (Alternative Radio Mix) – 3:51
3. „Open Up Your Mind” (Maxi Edit) – 5:49
4. „Open Up Your Mind” (Tom Civic Remix) – 5:33
5. „Open Up Your Mind” (Koma Z. Mix) – 3:56
6. „Open Up Your Mind” (Pacific 101 Remix) – 3:32

## Notowania na listach sprzedaży
| Kraj       | Lista (1998)    | Najwyższa pozycja |
| ---------- | --------------- | ----------------- |
| Niemcy     | Top 100 Singles | 14                |
| Szwajcaria | Singles Top 50  | 17                |
| Austria    | Singles Top 40  | 27                |